# Figueiró (Paços de Ferreira)
Figueiró, também chamada Figueiró de Ferreira, é uma povoação portuguesa sede da Freguesia de Figueiró do Município de Paços de Ferreira, freguesia com 2,57 km² de área e 2477 habitantes (censo de 2021), tendo, por isso, uma densidade populacional de 963,8 hab./km².

## História e geografia
A paróquia de Figueiró é mencionada nas Inquirições de 1258, formada por cinco núcleos populacionais (villas): Figueiró, Vila Tinta, Pardelhas, Buçacos e Parada, pertencentes a fidalgos da casa de Sousa (Sousães). Era, na altura, parte da Honra da Quinta Velha de Ferreira.  Beneficiou do foral de Sobrosa de 1519.
Tem como orago São Tiago.
Além da sede, a freguesia é formada pelos lugares de Alminhas, Boavista, Buçacos, Costeira, Fundo de Vila, Igreja, Lamas, Monte de Figueiró, Monte de Parada, Parada, Pardelhas, Ponte Rocha, Vila Tinta e Vista Alegre. As ruas que atualmente existem receberam na sua maioria o mesmo nome do lugar a que pertencem.  

## Demografia
A população registada nos censos foi:
| Distribuição da População por Grupos Etários | Distribuição da População por Grupos Etários | Distribuição da População por Grupos Etários | Distribuição da População por Grupos Etários | Distribuição da População por Grupos Etários |
| -------------------------------------------- | -------------------------------------------- | -------------------------------------------- | -------------------------------------------- | -------------------------------------------- |
| Ano                                          | 0-14 Anos                                    | 15-24 Anos                                   | 25-64 Anos                                   | > 65 Anos                                    |
| 2001                                         | 545                                          | 349                                          | 1225                                         | 167                                          |
| 2011                                         | 482                                          | 342                                          | 1437                                         | 235                                          |
| 2021                                         | 326                                          | 340                                          | 1410                                         | 401                                          |